# Альфонс (острови)
Острови Альфонс — одна з груп островів, що входить до Зовнішніх Сейщельських островів. Лежить за 395 км на південний захід від острова Мае та за 403 км від столиці Вікторії. Найближчим островом є Деньоф з групи Амірантських островів (відстань до нього — 87 км).

## Острови
Архіпелаг складається з двох атолів: однойменного острова, який знаходиться на півночі, та островів Сен-Франсуа та Біжутьє на півдні. Атоли розділені глибокою протокою.
З трьох островів населеним є тільки Альфонс, тут розташований невеликий аеропорт. Сукупна площа суші становить 1,963 км², а загальна площа, що включає рифи та лагуни — близько 50 км².

## Історія
Можливо, ці острови були відомі ще арабам чи мешканцям східної Африки. У XVI столітті архіпелаг позначався на португальських мапах як острови Святого Франциска Салезького. У січні 1730 року їх повторно відкрив француз, шевальє Альфонс де Понтевез, командувач фрегата Le Lys. Найбільший острів він назвав на свою честь, другому атолу залишив стару назву у французькій вимові — Сен-Франсуа.